# Cuore di mamma (romanzo)
Cuore di mamma è un romanzo di Rosa Matteucci, pubblicato nel 2006. Il libro è stato tradotto in francese, tedesco e olandese ed ha vinto i premi Grinzane Cavour e Napoli.

## Trama
Come tutti i fine settimana, Luce sta tornando dalla madre, Ada. Come sempre, questo ritorno alla casa natia è fonte di gravi ansietà per Luce che, troppo consapevole del declino della genitrice, stavolta deve raggiungere l'obiettivo di imporre una badante alla vecchietta, per il suo bene. L'arrivo conferma lo stato di urgenza della decisione: tutto è sporco, rotto, o non funzionante; le finestre devono rimanere serrate, l'odore dei detergenti infastidisce la madre e il suo criceto, non c'è cosa che accontenti l'anziana donna, la quale si abbandona ai capricci più insensati.
Ma c'è un guaio peggiore che rimane ignoto a Luce, perché la madre, per la vergogna, è decisa a non farne parola. Una coppia di truffatrici, Lupenga e Cagnetta, correttamente vestite in blu, è riuscita a penetrare nell'impenetrabile casa e a rubare i gioielli e il denaro della signora Ada, e lei, che si credeva al sicuro da qualsiasi debolezza, ora non si sente di confessare l'accaduto alla figlia. Tra l'altro, è sparito nel furto il braccialetto che i genitori avevano regalato a Luce in occasione della Prima Comunione e che la madre non le aveva mai riconsegnato. In preda allo scontento, gravata dal segreto da mantenere ad ogni costo, la vecchietta per dispetto nasconde le pillole che deve prendere ogni sera per la pressione.
Nelle ore seguenti, Luce accetta un invito alla festa per gli anziani al centro parrocchiale, sicura che lì avvicinerà le badanti, per assumerne una. Ha anche un altro incontro, con il coetaneo Gianluca, figlio dei signori Trottini. Gianluca è un divorziato come lei, ma con figli; sembra perfetto in tutto e Luce non dubita che la salvezza verrà da lui. Così, decisa a fare a modo suo, smette di assecondare la madre, va dalla parrucchiera locale e si prepara alla festa. Colpita nel profondo, Ada aumenta il suo dispetto e nasconde di nuovo le pastiglie, ma è inutile: quella figlia ha smesso di accorgersi di lei! Ebbene, non ci sarà storia, non verrà mai e poi mai qualcuno a farle la guardia in casa sua.
L'indomani Luce si avvia alla festa e la madre, constatando l'ineluttabilità degli eventi, si accoda, per rifugiarsi in un angolo, su una sedia, imbronciatissima. Luce si avvicina al gruppo delle badanti e inizia una trattativa: il suo fare un po' svanito è accolto come un invito a spennarla, tuttavia per il momento la faccenda rimane sospesa. Si pranza, il tempo passa, la madre è sempre in un angolo, Luce non la guarda nemmeno. E finalmente lui arriva: Gianluca, che la invita ad appartarsi al piano di sopra. Convinta che Cupido sia con loro, Luce si lascia andare a quella che pare proprio una seduzione. Forse stanno per baciarsi, lei è pronta. Proprio nel momento cruciale, arrivano due macchiette del paese, Norberto e Topogigio a chiamarla, perché la madre è moribonda.
La sofferenza della signora Ada è cresciuta con le ore e la parte destra del corpo è in preda a un formicolio, che presto si trasforma in trafitture di spillo. La donna è convinta di dover cucire, per riparare a un ritratto del Sacro Cuore di Gesù; sente anzi che, dapprima San Gaspare, poi madre Francesca Saverio Cabrini le ingiungono di affrettarsi, che il danno non può aspettare. E le mani impotenti non riescono a trattenere la guglia di filo per il rammendo. Come nelle tappe della Via Crucis, scivola di malessere in dolore muto, mentre i due, Norberto detto Otrebron e Topogigio intonano una canzone a doppio senso, che a tratti sente anche lei. Finché il suo terribile stato è palese a tutte le donne. La circondano, si premurano, chiamano Luce. Gli uomini della festa invece si defilano atterriti. E a Luce non resta che vedere il povero fagotto in cui si è trasformata la madre e chiamare un'ambulanza.
La corsa all'ospedale è perigliosa per la pioggia e un improvviso guasto alle luci dell'automobile. Nella sala d'attesa, mentre aspetta in preda ai più tumultuosi sentimenti, Luce vede arrivare due donne vittime della strada: una è morta, l'altra rimarrà rovinata. Strano, questa ha al polso un braccialetto perfettamente uguale a quello regalato a Luce per la Prima Comunione. Arriva il medico e le comunica che la madre ha avuto un ictus e, anche se sopravviverà, rimarrà forse per sempre paralizzata, né si può dire se recupererà la parola. Poi, ecco il miracolo: Gianluca l'ha seguita e le appare, portatore di conforto e salvezza. Ma ancora una volta Luce ha sbagliato a valutare: l'uomo, che ha messo a repentaglio ogni suo bene ed è soffocato dai debiti, vuole parlarle per chiedere a lei, vicedirettore di una banca, un prestito per una grossa somma.
Lo choc è tale che Luce si precipita all'aperto e, mentre gira cercando l'auto, cade a terra, bagnandosi fino al midollo sotto la pioggia. Sul punto di essere investita, si rialza e parte in auto. Arriva al paese sprofondato nel sonno e nel buio; solo il fornaio, il signor Fiore, sta lavorando nel suo negozio. Lei si affaccia alla porta, l'uomo la ignora, poi le chiede cosa vuole. Luce gli confessa gli errori della sua vita, la fine delle sue speranze. L'uomo a sua volta le snocciola i gravi problemi della sua esistenza, di malato di cancro, di padre orbato del figlio primogenito. Ma lui sa rialzarsi e sa che, all'ultimo giorno, qualcuno gli spiegherà il senso del male patito e allora quel male non esisterà più. Mette uno sfilatino in mano a Luce, la spinge fuori. Ora anche lei capisce che ce la farà, che ci si deve rialzare.

## Personaggi
- Luce, quarantatré anni, divorziata e vicedirettore di una banca. Ha solo la madre, vedova da tanti anni e che le causa mille preoccupazioni. Vorrebbe anche rifarsi una vita, avere una seconda occasione coniugale.
- Ada vedova Giannelli, madre di Luce. Vive chiusa in casa, abbandonando ogni cosa al declino e alla sporcizia, tiranneggia la figlia, quando questa viene ogni fine settimana.
- Gianluca, coetaneo di Luce, divorziato e in preda ai debiti, in apparenza è un figlio modello di due genitori modello.
- Alfonso e Laura Trottini, i "perfetti" genitori di Gianluca, o meglio, due anziani coniugi socievoli e disciplinati.
- Palmira, una vicina che invita Luce alla festa natalizia per gli anziani.
- Lupenga & Cagnetta, due truffatrici vestite di blu.
- Irina, la badante più influente del paesino.
- Otrebron alias Norberto, una macchietta del paese, invalido, ladruncolo, scroccone, impertinente.
- Topogigio, altro personaggio paesano, fa il paio con Otrebron.
- Fiore, un fornaio con tanti guai personali e familiari

## Edizioni
- Rosa Matteucci, Cuore di mamma, Adelphi, Milano 2006
- (FR)  Rosa Matteucci, Un amour de mère, traduit de l'italien par Lise Chapuis, Bourgois, Paris 2009[5]
- (NL)  Rosa Matteucci, Moederhart, traduzione di Els van der Pluym, Wereldbibliotheek, Amsterdam 2009[6]
- (DE)  Rosa Matteucci, Mutterherz Roman, traduzione di Marianne Schneider, Diaphanes, Zürich 2011[7]